# Konfabulation
Unter Konfabulation bzw. konfabulieren (wie lat. confabulatio, ‚Erzählung‘, von fabula, ‚Fabel‘, ‚Geschichte‘, ‚Märchen‘) versteht man in der Psychopathologie die Produktion objektiv falscher Erinnerungen. Diese beruhen auf falschen Wahrnehmungen oder Fehlfunktionen des Gedächtnisses, z. B. wenn jemand mehr Informationen aus seinem Gedächtnis abzurufen versucht, als tatsächlich gespeichert sind (sog. provozierte Konfabulationen).
Davon abzugrenzen ist Fabulieren, das nicht im Zusammenhang mit Störungen gebraucht wird. Es beschreibt das „normale“ phantasievolle Erzählen, Geschichten erfinden und ausschmücken.

## Formen und Ursachen
Eine spezielle Variation beruht auf dem Versagen eines vorbewussten Filters, das die kortikale Repräsentation eines aufkommenden Gedankens je nach seinem Bezug zur aktuellen Gegenwart anpasst. Ein Versagen dieses Mechanismus führt zu spontanen Konfabulationen und Desorientiertheit mit einem Verkennen der aktuellen Gegenwart. Nur diese Form hat eine klare anatomische Bedeutung: Sie beruht auf einer Schädigung des sogenannten orbitofrontalen Kortex, einer Region unten am Gehirn, oberhalb der Augen. Besondere Aufmerksamkeit hat sie bei organisch bedingten Prozessen bekommen, z. B. beim amnestischen Korsakow-Syndrom. Synonyme Bezeichnung auch Expansiv-konfabulatorisches Syndrom.
Konfabulationen werden geprüft durch mehrmaliges Erfragen desselben Ereignisses. Der Konfabulierende füllt die Gedächtnislücken mit immer wieder neuen Inhalten, die er für Erinnerungen hält.
Eine besondere Rolle spielen Konfabulationen auch im Bereich der forensischen Psychologie, besonders im Zusammenhang mit dem Problem der Glaubhaftigkeit von Zeugenaussagen (Aussagepsychologie). In diesem Zusammenhang wird eine anhaltende Kontroverse um Suggestibilität und das False-Memory-Syndrom geführt.

## Beispiel
- Der Schweizer Schriftsteller Benjamin Wilkomirski veröffentlichte 1995 ein autobiografisches Werk über seine angeblichen Holocaust-Erfahrungen, das sich 1998 als Konfabulation erwies (siehe Wilkomirski-Syndrom).